# 공교육
공교육(公敎育, 영어: public education)은 공적 주체에 의해 공적 재원(財源)으로 공적 절차에 따라 운영되는 교육으로, 공익을 목적으로 한다.
근대국가는 주로 19세기 이후에 전체 국민을 대상으로 하는 교육 조직(국민교육조직)을 형성했는데, 이는 교육이 단순한 개인적인 일이 아닌 극히 공공적 의의를 갖는다고 하는 공교육의 사상에 바탕을 두고 있다.
공교육제도를 출현시킨 중요한 요인은 산업의 발달과 사회구조의 변화이다. 종래 신분적 사회질서 아래에서 상류계급에서만 유지되고, 일반 민중에 대해서는 종교단체나 개인에 의해서 빈약한 형태로만 부여되었던 교육은, 이때부터 국가에 의해서 관리되어, 전체 국민을 대상으로 하여 실시되게 되었다.

## 각국의 공교육 제도
국민 전체에 대해서 교육의 의무를 정한 선구적인 예는, 17세기 중엽에 독일의 고타 공국과 미국의 매사추세츠 식민지에서 볼 수 있다. 이들은 지역적으로 한정된 것이며, 또한 신교(新敎)의 정신에 입각한 종교교육을 목적으로 한 것으로서, 현대의 국민교육제도와는 달랐다.

### 독일
고타 교육령을 원형으로 하여, 1763년에 프로이센의 프리드리히 대왕은 일반 지방학사통칙(地方學事通則)을 정했고, 이어서 프리드리히 빌헬름 2세는 1794년에 일반지방법을 공포하여 종래 교회의 감독하에 있었던 학교를 국가의 감독하에 두어, 세계에서 최초로 공교육제도를 수립했다.
계몽적 전제국가체제 아래에서 생긴 공교육은 국민을 그 신분에서 안정시키려는 의도로 민중교육을 제한하였기 때문에, 그 후 프랑스 혁명의 영향, 산업혁명의 진전, 독일제국의 통일 등의 사회적 변화 속에서 차차 자유주의나 민주주의 사상과 대립·교착하는 경향을 보였으나, 19세기를 통해서 그 기본적 성격을 바꾸지 않은 채로 초등교육 및 중등교육의 학교 보급이 진행되었다. 이렇게 하여 생긴 학교체계는 현저한 복선형(複線型)이었다.

### 영국
18세기까지는 교육을 개인적인 일로 생각하여 국가가 개입하지 않았다. 그러나 산업혁명에 의해서 사회구조가 크게 변화함과 동시에 19세기초부터 공교육제도의 필요성이 강조되었고, 1832년의 선거법 개정에 의하여 자유주의의 노력이 증대되어 이듬해부터 민중교육에 국고보조금이 지출되게 되었다. 이는 민중교육을 주로 담당하고 있던 종교단체에 교부되었는데, 민중교육이 보급되면서 보조금도 차차 증대되게 되어, 1856년부터 '결과에 따른 지불'의 원칙을 정하여 국가의 교육감독권을 강화하였다. 다시 1870년의 교육법에서 종래의 종교단체에 의한 교육 이외에 공립학교를 설치하였고, 1876년에 의무교육제도를 정하였으며, 1880년에는 다시 이를 강화하였다. 또한 1902년의 교육법에서 지방자치단체에 지방교육 당국을 설치하여, 공립 및 사립학교에 대해서 감독권을 갖게 했기 때문에 여기서 공교육제도는 초등교육 단계에 있어서는 거의 완성되었다.

### 프랑스
프랑스 혁명기에 콩도르세(Condorcet) 등에 의한 국민교육제도안이 제출되었으나 실현되지 못하였고, 1860년에 나폴레옹의 제국대학령에 의해서 비로소 국가적인 교육제도가 수립되었다. 그러나 여기에서는 지도계급의 교육이 중시되었고, 민중교육은 종교단체의 손에 위임되어 있었다. 그 후 차차 시민계급의 세력이 증대함에 따라서 7월 혁명 후 1833년에 기조(F. P. G. Guizot)에 의해 초등교육법이 정해져 공립소학교의 설치가 추진되었다. 제3공화정에 이르러 1881년에 페리(J. Fery) 문상(文相)은 소학교의 완전 무상제를, 다음해에는 6세에서 12세까지의 의무교육을 정하고, 또한 공립학교로부터 종교 교육을 제외하기로 하여 공교육제도를 완성했다.

### 미국
1830년경부터 산업발달이 현저해지고, 도시화가 진전되어 노동 계급이 출현하였고, 선거권이 확대되었는데, 동시에 민주적인 사회에 있어서의 지식의 일반적 보급의 필요성이 강조되게 되었다. 매사추세츠에서는 만(Horace Mann)의 노력에 의해서 공교육운동이 진전되어, 1852년에 이르러 의무교육법이 성립되었다. 그 후 1890년까지에 남부 주들을 제외한 28개주에 의무교육제도가 수립되었다. 그러나 매사추세츠 주에서도 의무교육제도가 실효를 보이기 시작한 것은 1870년 이후이며, 1873년에 의무 취학이 강화되었고, 1889년에 16세 이하의 소년 노동이 제한되게 됨으로써 의무교육이 완전히 시행되게 되었다.
중등교육에 대해서는 19세기 초기부터 공립학교제도의 필요성이 강조되어, 1821년 보스턴에 최초의 공립고등학교가 설립되었는데, 1874년에 미시간주 카라마즈 시의 재판에 의해서 중등교육에 대한 공적 비용의 지출이 인정된 이후로 공립고등학교의 설립이 증가되었다. 따라서 종래 중등교육의 주요한 기관이었던 아카데미와 그 지위를 교체하게 되었고, 20세기에 들어서자 고등학교 입학자도 급속히 증가하여 단선형 학교체계가 형성되게 되었다.